# Campora San Giovanni
Campora San Giovanni   (Campura San Giuvanni o Campura Santu Janni, nella grafia antica in dialetto calabrese) è la principale frazione del comune di Amantea, in provincia di Cosenza.

## Geografia fisica

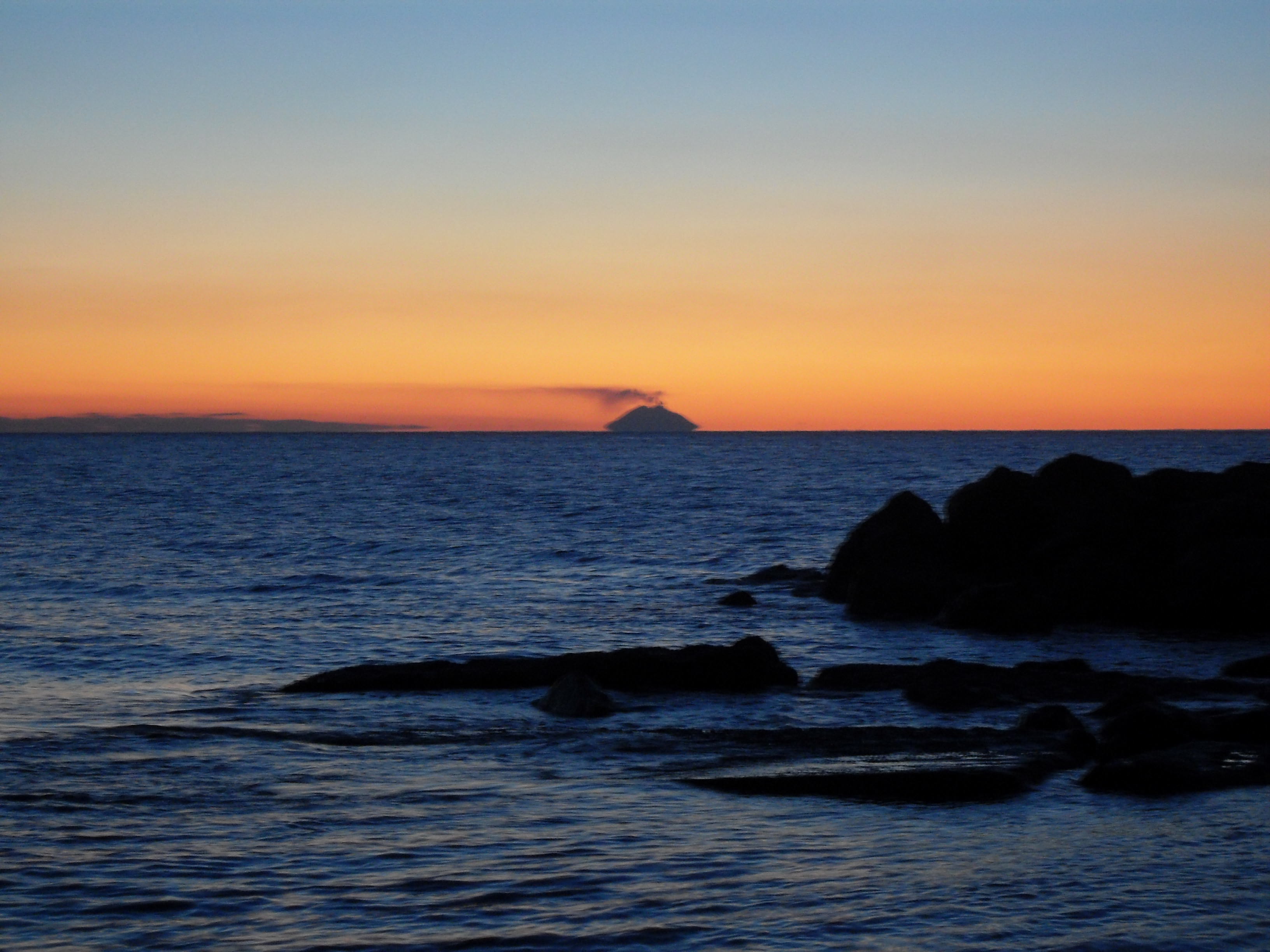
il Vulcano Stromboli visto dalla Baia di Campora San Giovanni

Campora si affaccia sul litorale tirrenico e si è sviluppata a partire dagli anni cinquanta su di un piccolo pianoro che domina un'area pianeggiante adiacente alla spiaggia, divenendo la frazione più estesa del comprensorio comunale tra Amantea e Nocera Terinese.
Il paese è contornato da una collina adibita a viticoltura e olivicoltura.
Questa collina, altresì, digrada dolcemente verso il paese, offrendo un colpo d'occhio suggestivo: alla sinistra il golfo di Lamezia Terme mentre, dritto sulla linea dell'orizzonte, nelle giornate terse si scorge nel mare il vulcano Stromboli col suo pennacchio di fumo.
Dal porto turistico di Amantea, situato nella frazione di Campora San Giovanni, si possono raggiungere in breve tempo le Isole Eolie.

### Clima
| Clima di Campora San Giovanni | Clima di Campora San Giovanni | Clima di Campora San Giovanni | Clima di Campora San Giovanni | Clima di Campora San Giovanni | Clima di Campora San Giovanni | Clima di Campora San Giovanni | Clima di Campora San Giovanni | Clima di Campora San Giovanni | Clima di Campora San Giovanni | Clima di Campora San Giovanni | Clima di Campora San Giovanni | Clima di Campora San Giovanni | Clima di Campora San Giovanni | Clima di Campora San Giovanni |
| Temperature                   | Temperature                   | Temperature                   | Temperature                   | Temperature                   | Temperature                   | Temperature                   | Temperature                   | Temperature                   | Temperature                   | Temperature                   | Temperature                   | Temperature                   | Temperature                   | Temperature                   |
| Mese                          | Gen                           | Feb                           | Mar                           | Apr                           | Mag                           | Giu                           | Lug                           | Ago                           | Set                           | Ott                           | Nov                           | Dic                           |                               | Media                         |
| ----------------------------- | ----------------------------- | ----------------------------- | ----------------------------- | ----------------------------- | ----------------------------- | ----------------------------- | ----------------------------- | ----------------------------- | ----------------------------- | ----------------------------- | ----------------------------- | ----------------------------- | ----------------------------- | ----------------------------- |
| Massime medie °C              | 13.4                          | 13.8                          | 15.6                          | 18.1                          | 22.0                          | 25.8                          | 28.4                          | 29.0                          | 26.4                          | 22.2                          | 18.3                          | 15.2                          |                               | 24.9                          |
| Media giornaliera °C          | 7.6                           | 7.3                           | 8.5                           | 10.6                          | 13.7                          | 17.8                          | 20.5                          | 20.8                          | 18.4                          | 14.8                          | 11.8                          | 9.1                           |                               | 15.8                          |
|                               |                               |                               |                               |                               |                               |                               |                               |                               |                               |                               |                               |                               |                               |                               |
| Precipitazioni e ore di sole  |                               |                               |                               |                               |                               |                               |                               |                               |                               |                               |                               |                               |                               |                               |
| Mese                          | Gen                           | Feb                           | Mar                           | Apr                           | Mag                           | Giu                           | Lug                           | Ago                           | Set                           | Ott                           | Nov                           | Dic                           |                               | Totale                        |
| Totale mm                     | 116                           | 73                            | 100                           | 63                            | 54                            | 21                            | 13                            | 20                            | 75                            | 137                           | 171                           | 195.9                         |                               |                               |
| Ore di sole                   | 132                           | 96                            | 132                           | 84                            | 48                            | 24                            | 12                            | 24                            | 48                            | 84                            | 129                           | 144                           |                               | 809                           |

- Classificazione climatica: C (10 ore di accensione giornaliera dal 15 novembre al 31 marzo).[1]

### Territorio
Secondo la "Carta Geologica d'Italia" redatta dal Servizio Geologico d'Italia il territorio camporese è formato nell'entroterra da arenaria (tipologia di suolo m2a) ed argilla (tipologia di suolo m2), mentre la zona costiera su cui sorge il centro abitato è formata da terreno alluvionale (tipologia di suolo a). Nella parte più vicina al fiume Oliva si trova un terrazzo marino (tipologia di suolo q) formato da un accumulo di sedimenti marini situato ad uno o due chilometri dall'attuale linea di costa, che indica grossomodo l'antica linea costiera.
- Classificazione sismica: zona 1 (sismicità alta).[1][4]

#### Idrografia

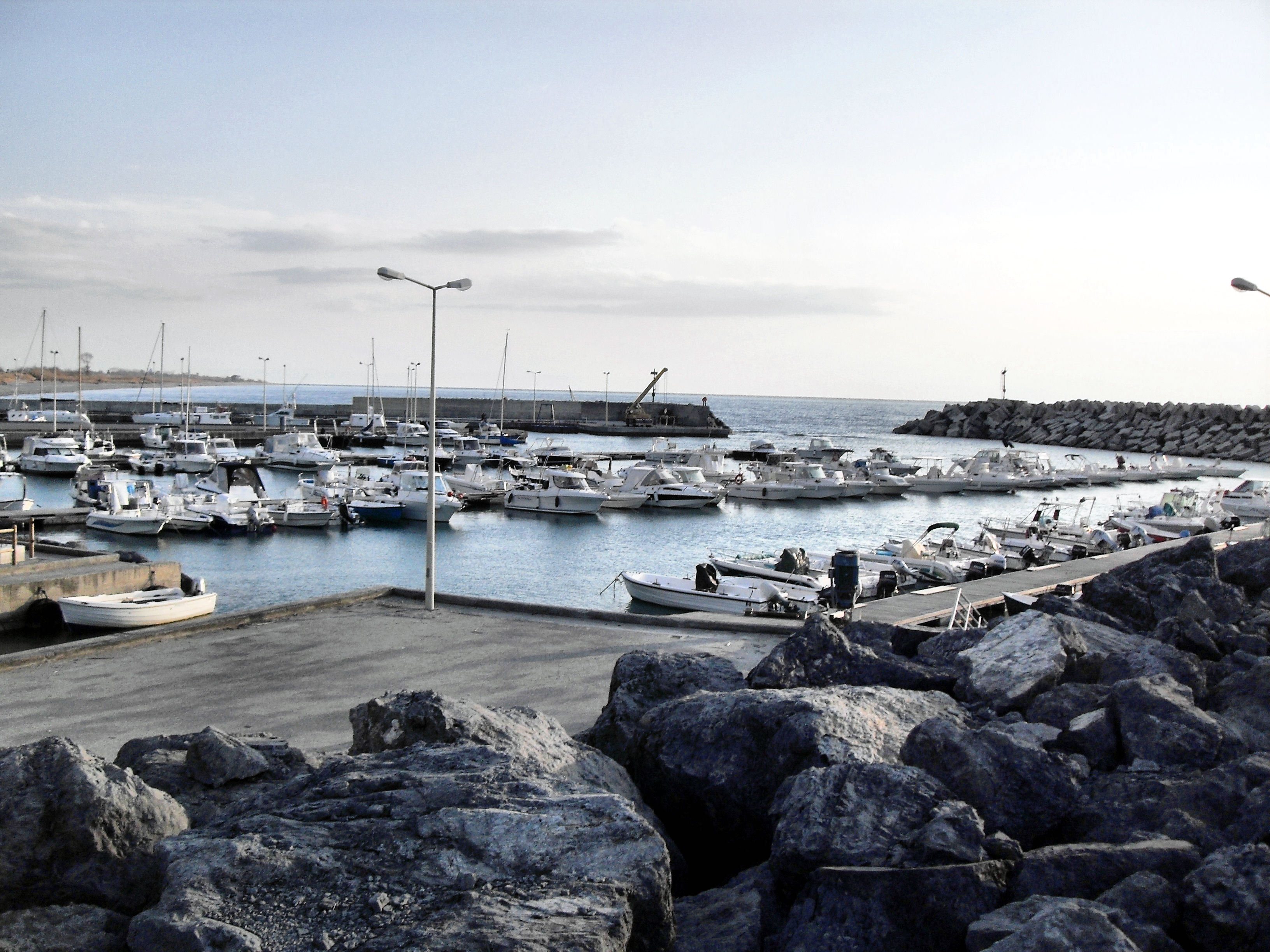
Veduta del porto di Amantea sito a Campora San Giovanni

I confini del territorio camporese sono segnati da due corsi d'acqua importanti: il fiume Oliva a nord ed il fiume Torbido a sud. L'Oliva prende questo nome in territorio di Aiello Calabro, ma la sua vena principale il fiume Grande, nasce ancora più all'interno, presso Grimaldi. Il Torbido invece si trova circa due chilometri a nord del Savuto, e nasce dall'unione di diversi piccoli corsi d'acqua nel territorio di Cleto. Il territorio è inoltre attraversato da altri due corsi d'acqua a carattere torrentizio, il fosso delle Sciodde e la vena di Garretta, che sfociano a mare rispettivamente a nord e a sud del centro abitato.

#### Orografia
L'altitudine del centro abitato di Campora è inclusa tra i 13 m s.l.m. di piazza San Francesco di Paola ed i 33 del chilometro 1 di corso Italia; torre San Giovanni si trova a 13 m s.l.m., mentre la ferrovia Tirrenica Meridionale corre attorno ai 3 m s.l.m. Per quanto riguarda le principali contrade del territorio, la più alta è Mirabelli a 215 m s.l.m.: seguono Villanova a 184, Marano a 165, Carratelli a 108, Augurato a 94, Cozza a 42, Principessa a 27. Il punto più alto del territorio camporese è posto a circa 301 m s.l.m. intorno al chilometro 6 della strada provinciale 108, presso la località Salice, ai confini con Serra d'Aiello e Cleto.

## Origini del nome
Il toponimo Campora San Giovanni deriverebbe dal latino "Campus" (campo, accampamento) con i suffissi -ris, -ras. San Giovanni deriva da San Giovanni Battista, protettore della vicina Nocera Terinese, per via di un'antica cappella di Santu Janni (San Giovanni in dialetto antico). Anche le contrade hanno nomi che traggono origine sia da vecchi proprietari che da particolari caratteristiche del territorio:
- Augurato: dal latino auguratio esperantia: pare infatti che in questi luoghi (dove ha sede la Chiesa della patrona Santa Filomena) le persone si rifugiassero per ricercare appunto speranza e conforto, e bevessero l'acqua della Funtana du Peshcaru ("Fontana del Fantoccio"), che allontanava la paura e le disgrazie.
- Carratelli: si è originata sotto la famiglia omonima, quasi estinta, a partire dal 1917. Questa deve a sua volta il nome al latino "Carae Tellus", ovvero "Care a Tellus", dea della fertilità e protettrice dei morti e dai terremoti).
- Cologni: da colunus ("colono").
- Cozza: derivato dal setificio creato dal marchese Francesco Maria Cozza.
- Cuccuvaglia: dal latino cum valicum ("con i valichi").
- Fravitte: ovvero un terreno friabile.
- Gallo (parte meridionale): per la campagna rigogliosa, sede di antichi pollifici e allevamenti di bestiame.
- Imbelli: dal latino in bellum ("nella guerra"), in quanto fu sede della guerra tra Temesa e Klethe.
- Marano: derivato da una omonima famiglia di Cosenza.
- Mirabelli: deriva dalla famiglia nobiliare omonima, e in dialetto è chiamata anche Mirabella, ovvero "bella vista".
- Oliva: per la vegetazione e le vicinanze degli uliveti.
- Piana Cavallo: sede dei possedimenti della famiglia del marchese Luigi I Cavallo.
- Piana Mauri: sede dei possedimenti della famiglia del marchese Alberto I Mauri.
- Principessa: qui si narra che risiedette la principessa Amazonia, per questo a lei fu dedicata questa contrada.
- Ribes: chiamata così per la rigorosa macchia di ribes di un tempo.
- Rubano: così chiamata non solo per il torrente omonimo, ma anche per le continue scorribande dei briganti che avvenivano in passato.
- Villanova: dal latino villa novam, per l'appunto "città nuova", al confine con Serra d'Aiello.

## Storia

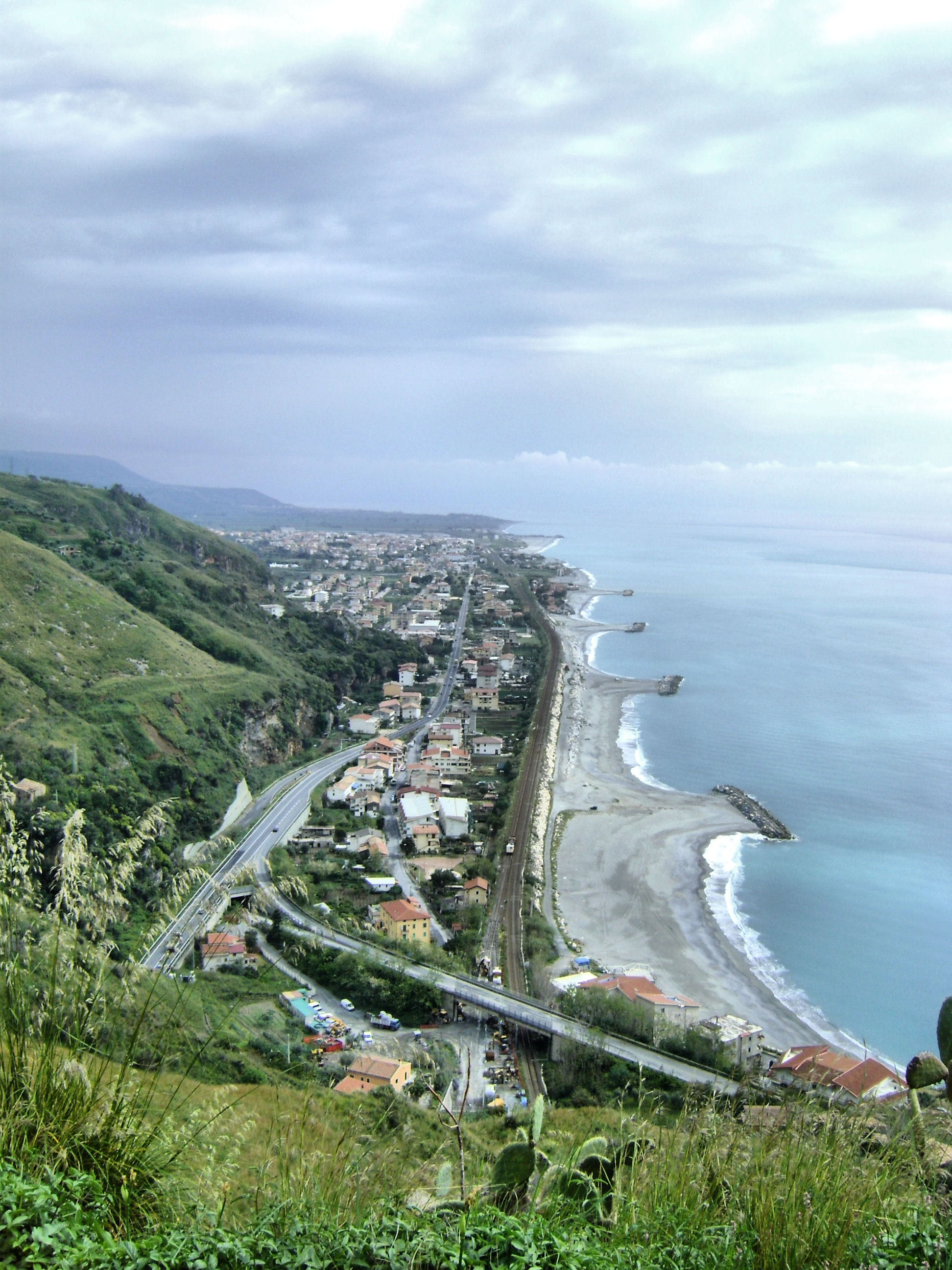
Panorama di Coreca e di Campora San Giovanni visto dalla località Strìttùrì.

### Storia antica
Nell'antichità, la zona era sede di due cittadine della Magna Grecia:
- Temesa ((GRC)  Τεμεσα), alleata di Sibari. Corrisponde più o meno alle attuali contrade di Carratelli e Imbelli; proprio a Imbelli, al confine con Serra d'Aiello, sono stati ritrovati reperti di costruzioni greco-antiche;
- un poco più distante, la cittadina di Klethe ((GRC)  Κλεθε), che si trova nelle vicinanze dell'attuale Principessa, al confine con Savuto di Cleto, era abitata dalla principessa (da cui il nome della contrada) Amazonia, alleata dei Crotoniani, nemici dunque dei Sibaritidi.

Vittime anche di incursioni piratesche, le due cittadine rivali vennero distrutte e le popolazioni fuggirono sui monti costruendo rocche. Non è da sottovalutare il fatto che il territorio è da sempre stato soggetto a conquiste e numerose volte utilizzato quale luogo d'accampamento da diverse popolazioni. Nel corso dei secoli il territorio ha visto passare tra gli altri Greci, Romani, vari popoli barbarici, Arabi e Normanni.

### Medioevo

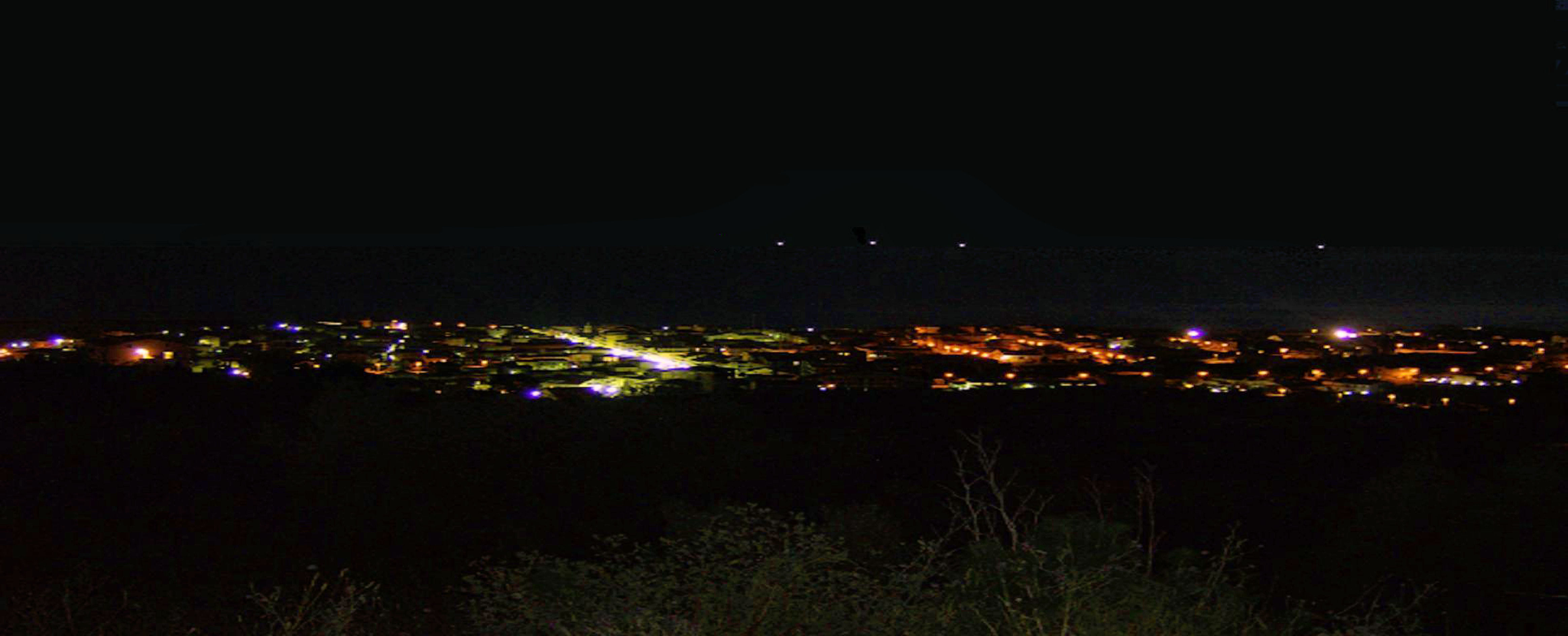
Panorama estivo notturno di Campora San Giovanni visto dalla contrada Mirabelli con uno scorcio dei pescherecci locali in mare per la pesca notturna delle alici.

Del Medioevo nel territorio camporese rimangono poche tracce. La zona fu sede anche dello sbarco dell'emiro Mohammad Abdul al-Zimzim, che da lì procedette all'invasione di Amantea (allora Clampetia). L'epoca araba durò ben poco, fino all'arrivo dei Bizantini, sostituiti dai Normanni qualche secolo più tardi. Coi Normanni iniziarono le prime fortificazioni di posti di controllo, ovvero torrette di guardia: una è posta nella frazione confinante di Coreca; l'altra viene chiamata localmente u Turriune, si trova presso la località Fravitte e non è lontana dal centro del paese con vista sul mare. Con l'arrivo degli Angioini e successivamente degli Aragonesi, quindi sotto il Regno di Napoli, il territorio perde importanza, passa in parte alla vicina Amantea e alle zone collinari limitrofe. Ha lasciato l'impronta anche un angolo di cultura ebraica del tutto scomparsa dal 1492, anno della scoperta delle Americhe e anno in cui a seguito della Reconquista, il re di Spagna Ferdinando il Cattolico, ordinava l'espulsione o conversione degli ebrei da tutti i territori della Corona Unita di Castiglia e Aragona.

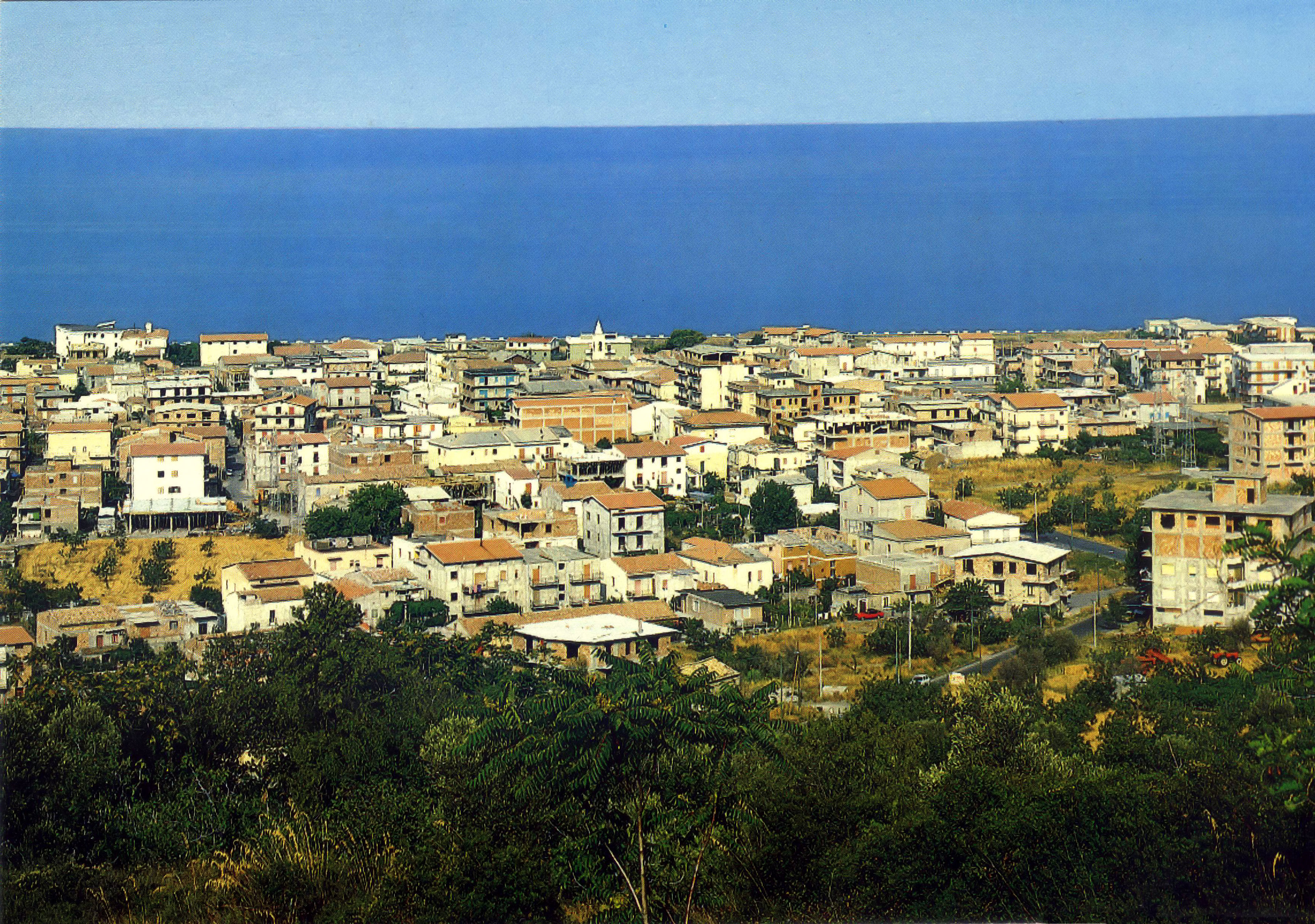
Panorama di Campora San Giovanni in una foto degli anni settanta, vista dalla località Augurato.

### Storia moderna
Dopo un periodo di buio storico, intorno al 1600-1700 inizia una rivalutazione del territorio grazie a nobili possidenti terrieri, in gran parte di Amantea ma con origini delle varie zone del Regno di Napoli. Difatti, parte delle contrade attuali posseggono i nomi dei vecchi proprietari terrieri. Nel 1730 il marchese Francesco Maria Cozza, nobile di origini siciliane, parente del pittore omonimo, fece costruire su un terreno, che oggi è la frazione che prende il suo nome, un setificio con annessa coltivazione dei bachi da seta, più una cappelletta dedicata a San Giovanni Battista (in dialetto antico Santu Janni). Il setificio fu anche sede della massoneria e, se pur per breve tempo, nella vicina Augurato vi furono tracce del passaggio di architettura settecentesca, per via dello scultore locale Vincenzo Torchia, di Nocera Terinese. Nel 1756 inspiegabilmente il setificio pose fine alla sua attività e la zona piombò nel buio per 130 anni.

### Storia recente

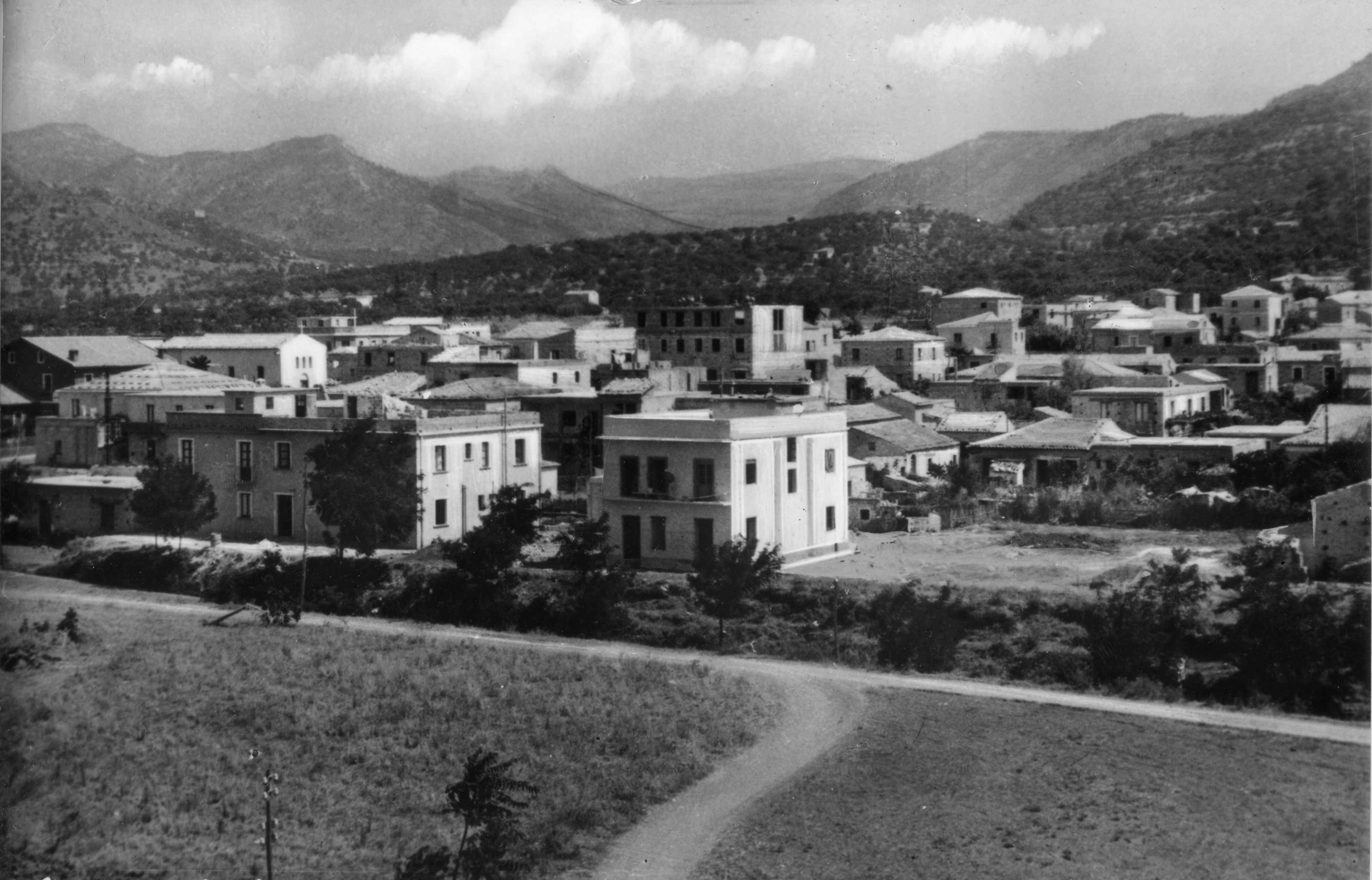
Panorama di Campora San Giovanni in una foto degli anni sessanta, vista aerea dalla Baia di Campora San Giovanni

Il territorio posto a sud del comune di Amantea, dove sorge il nucleo abitato di Campora San Giovanni, non ha mai subito modifiche nel 19º secolo come indicato nel Foglio 236 III - Amantea del 1870 pubblicato dall' Istituto Geografico Militare. Nel 1877 iniziarono le prime ondate migratorie dai paesi limitrofi (Cleto, Nocera Terinese, Aiello Calabro, Belmonte Calabro, Lago, Longobardi, San Mango d'Aquino).
Nei venti anni a seguire, iniziarono le nuove ondate migratorie dai monti alla marina. La popolazione partecipò attivamente alla prima guerra mondiale. Negli anni del Fascismo, il territorio ebbe nuove bonifiche.

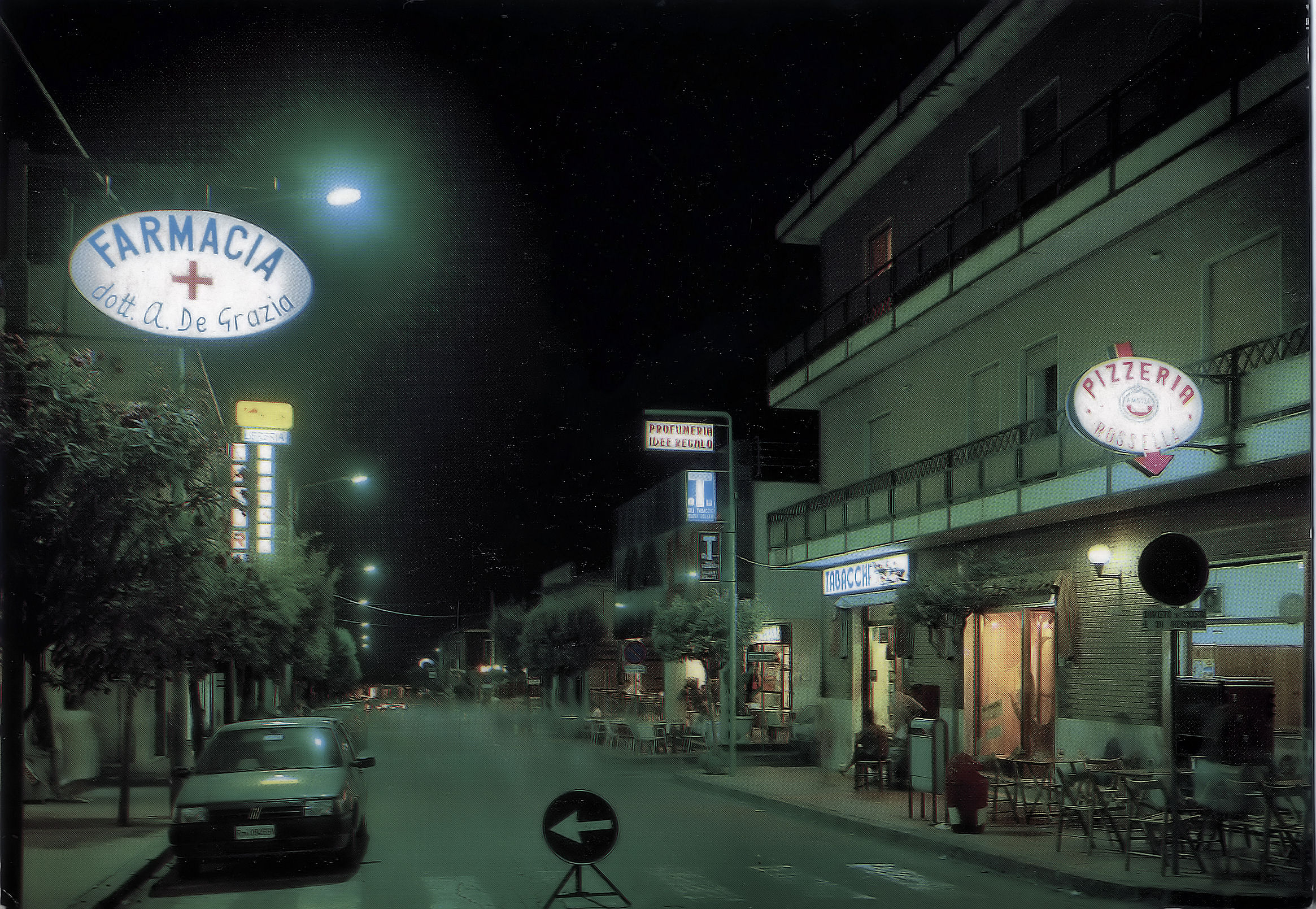
Corso Italia di Campora San Giovanni nell'estate del 1985

Allo scoppio della seconda guerra mondiale, molti camporesi partirono di nuovo per servire la patria. Nel 1943 il paese venne bombardato dagli alleati (ne restano ancora tracce nella zona di Augurato) e 50 camporesi furono uccisi dai nazisti durante la loro ritirata, per dimostrare quale fosse la fine destinata ai traditori. Fra gli anni cinquanta e gli anni ottanta del Novecento molti camporesi emigrarono in cerca di fortuna, dal Nord Italia al Venezuela e alla Nuova Zelanda: si stima che partirono almeno 5.000 persone in meno di 30 anni.
Negli anni ottanta del Novecento iniziò il boom economico di Campora San Giovanni, che continuò per quasi un quindicennio, sia con lo sviluppo di strutture alberghiero-marittime, sia con il boom della cipolla rossa delle varie cooperative agricole. Dal crollo del muro di Berlino si è assistito all'arrivo di nuove ondate migratorie dall'Europa Orientale, da dove proviene la manovalanza per l'agricoltura (donne) e per il settore edilizio (uomini); recente è l'arrivo di piccole comunità cinesi, arabo-maghrebine e indiane.

## Monumenti e luoghi d'interesse

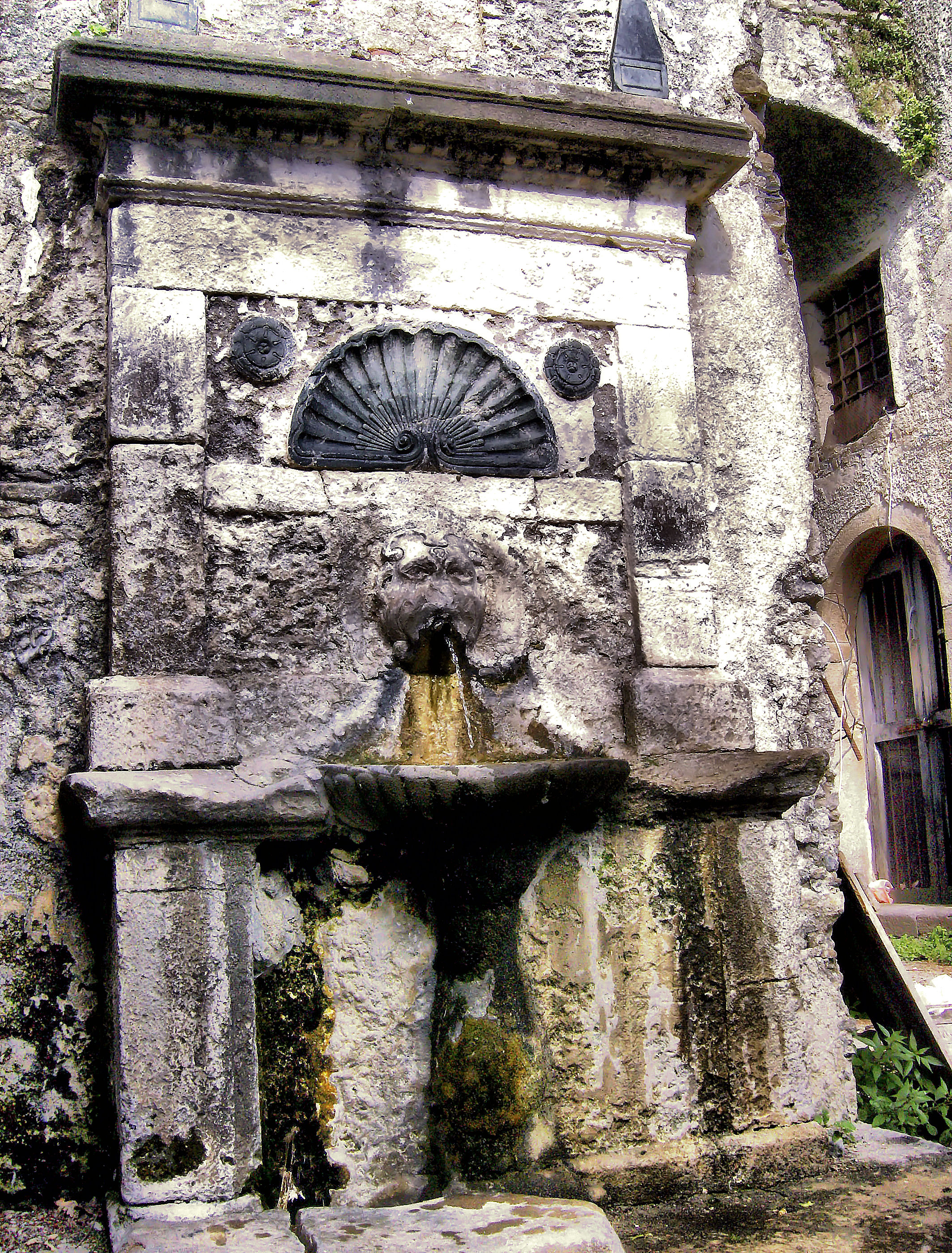
La Funtana du Peshcaru ("Fontana del Fantoccio") ad Augurato.

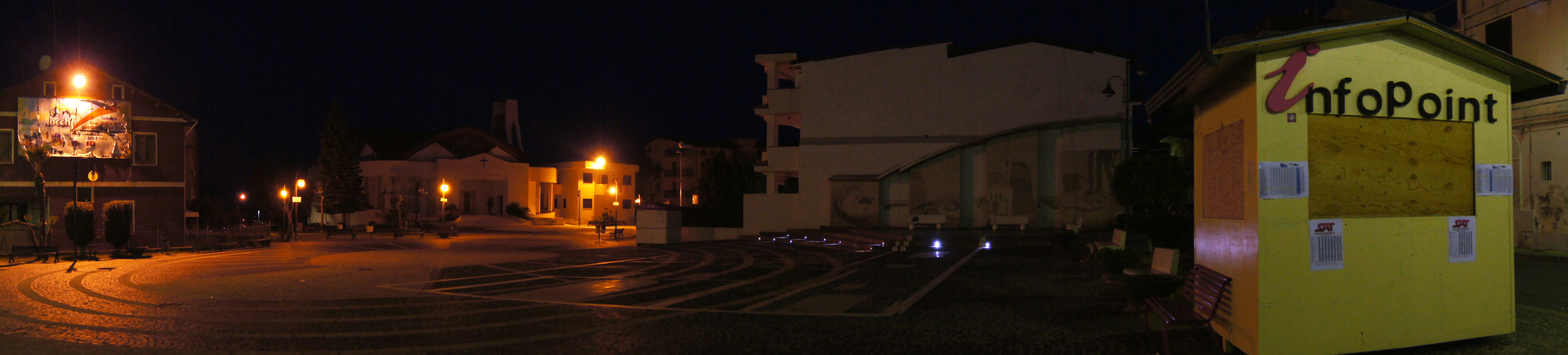
La Piazza di Campora San Giovanni

Una torre di notevoli dimensioni risalente al XIV secolo è l'unica costruzione di valore storico. La parte superiore della torre è adornata da mensole di coronamento. Tale torre viene denominata nel dialetto locale u Turriune.
La Chiesa di Santa Filomena ad Augurato con la relativa Funtana du Peshcaru.

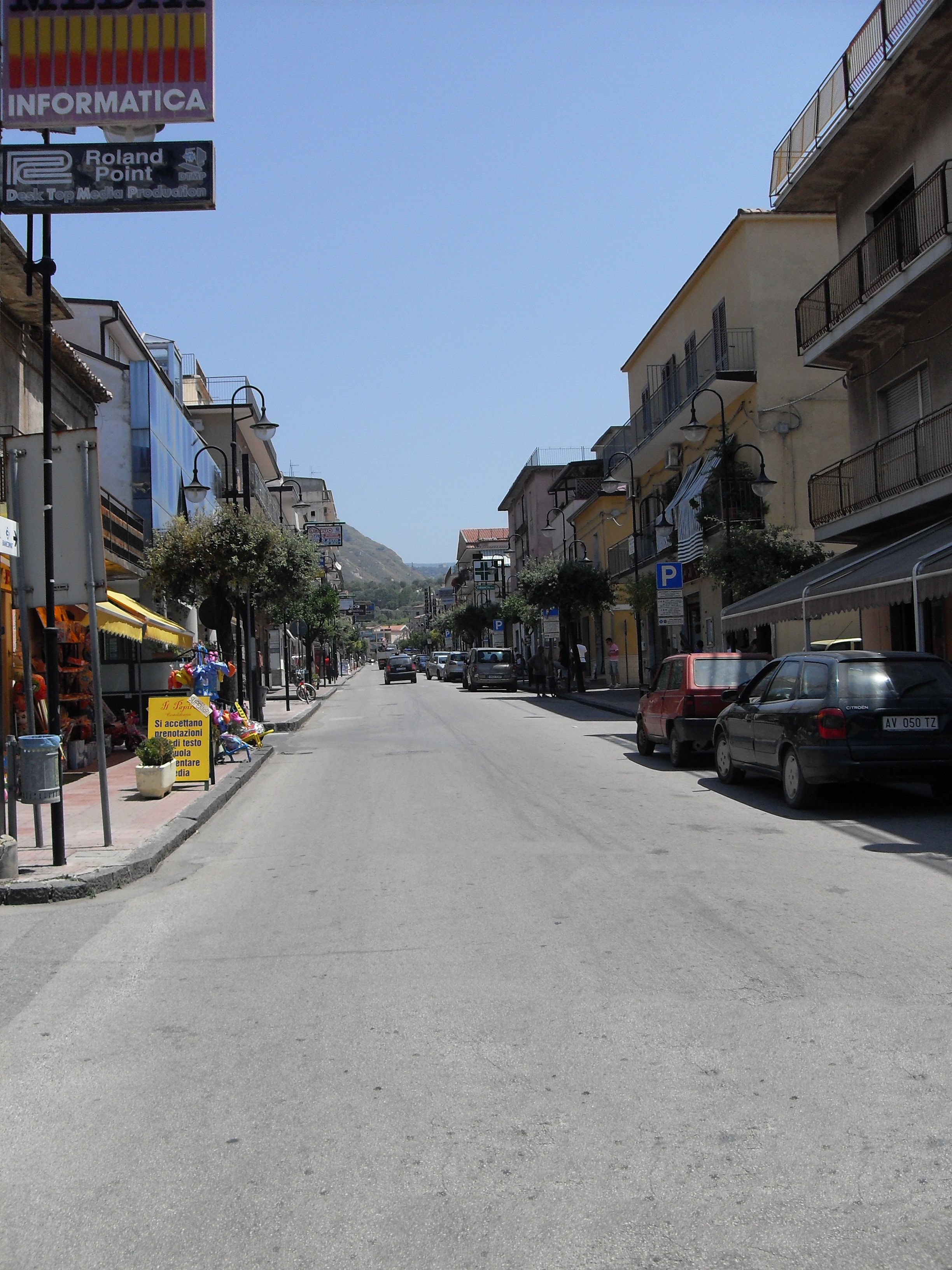
Uno scorcio di Corso Italia, il fulcro della cittadina

Il "Turriune" di Campora San Giovanni, nelle varianti del cielo

Vi è anche chiesa di Sant'Anna a Mirabelli dove vengono custoditi dei Messali del XVII secolo.

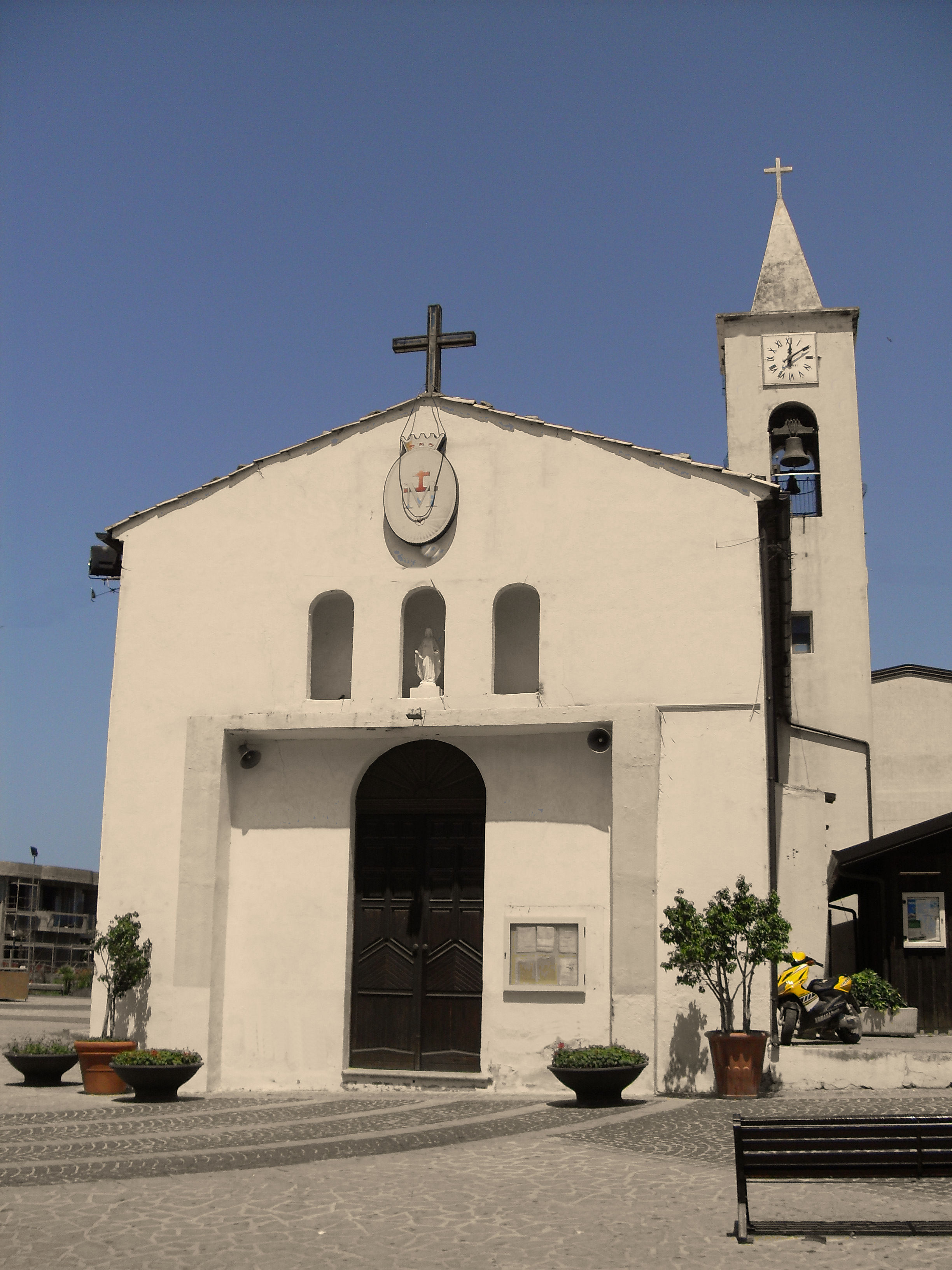
La chiesa di San Pietro Apostolo, chiesa principale in una foto estiva

Di recente realizzazione sono invece il porto (2002) e la piazza "San Francesco da Paola" (2003), dedicata al santo patrono, il quale viene festeggiato dal 1º al 3 settembre. Nell'ambito di questa festa, che richiama fedeli dai paesi circostanti, si svolge una processione dove viene portata in spalla la statua del santo lungo le vie del paese (talvolta anche con un carro ornato di fiori e ex voto).
La chiesa principale è dedicata a San Pietro Apostolo (1956). La Curia ha deciso di costruire una nuova chiesa a causa dell'aumento della popolazione. Il 12 giugno 2010 alla presenza dell'arcivescovo di Cosenza-Bisignano, mons. Salvatore Nunnari, e di altre autorità locali viene finalmente inaugurata la nuova chiesa di San Pietro Apostolo.

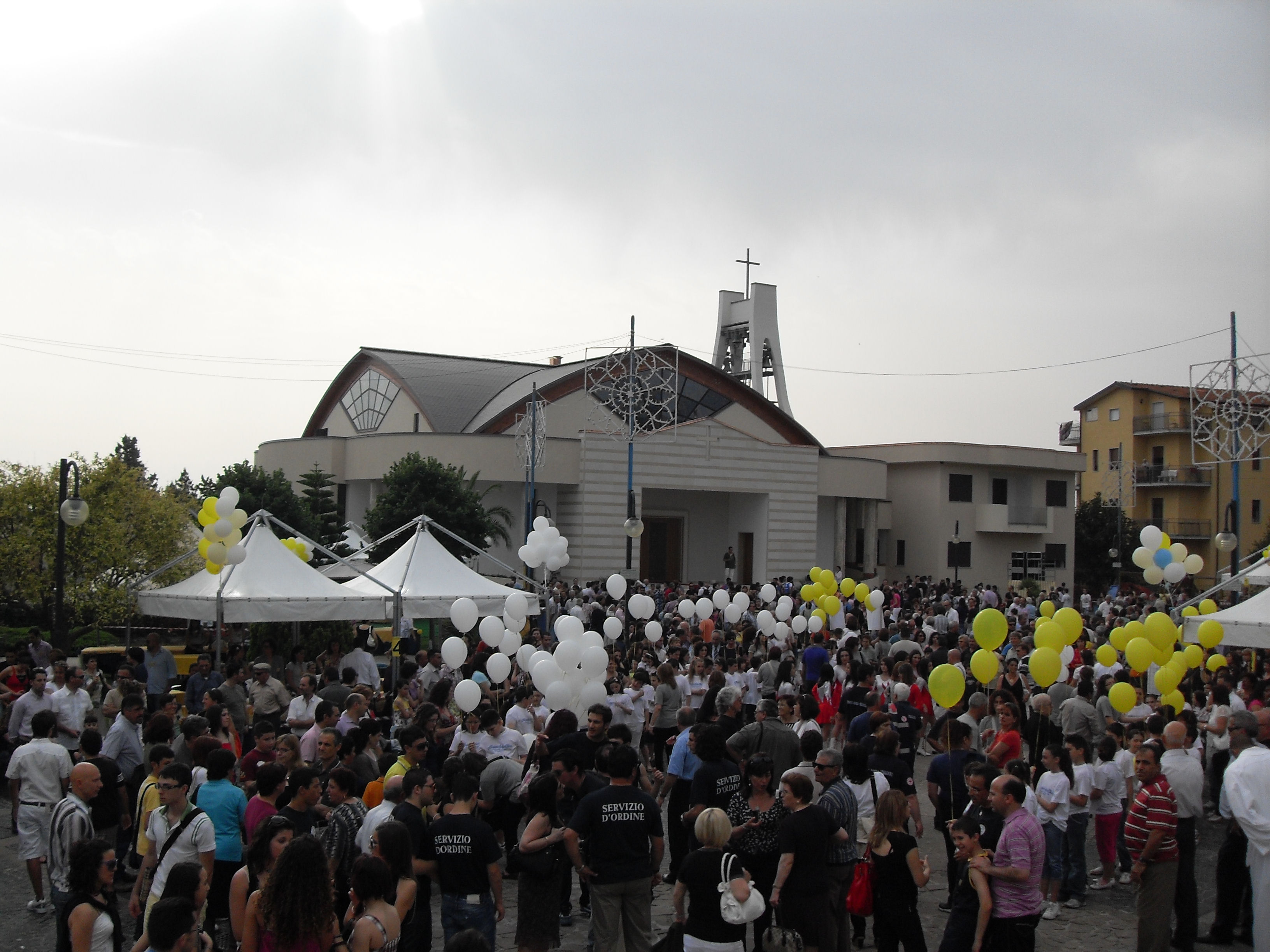
L'inaugurazione della nuova chiesa di San Pietro Apostolo, del 12 giugno 2010, in una visuale diurna

## Cultura

### Cucina
Come tutta la cucina calabrese, deriva dall'origine contadina e marinara. Essa va dai piatti semplici e poveri a dolci di vera e propria bravura pasticciera, con un massiccio uso di insaccati e di carne suina.

#### Cucina contadina

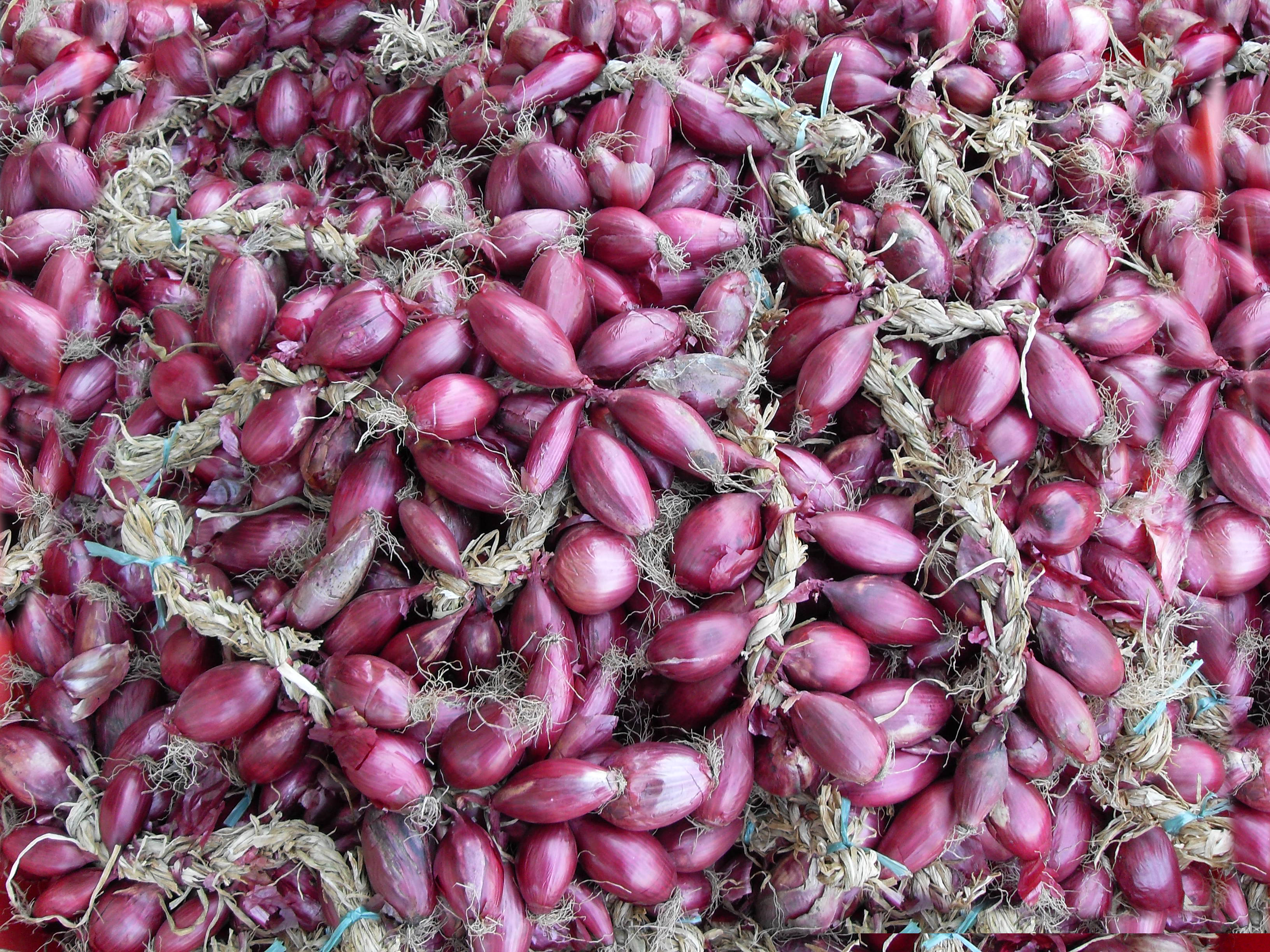
La cipolla rossa detta la "grossa a collo di cigno"

La cucina contadina consta di svariati piatti e qui vengono citati alcuni tra i più usati:
- Coria (o Frittule) 'ccu fasuli e cipulle: cotica di maiale con fagioli e cipolle rosse.
- Frittata i Carunevale: è d'uso che nel martedì grasso ogni famiglia camporese faccia una frittata di spaghetti con ricotta fresca e salsiccia, questo perché dal giorno successivo (Mercoledì delle Ceneri) inizia il periodo di Quaresima, che sconsiglia l'uso della carne.
- Patate 'ccu pipe e mulinciane: patate fritte con peperoni e melanzane, talvolta con l'aggiunta di cotiche o carne di maiale a stocchi.

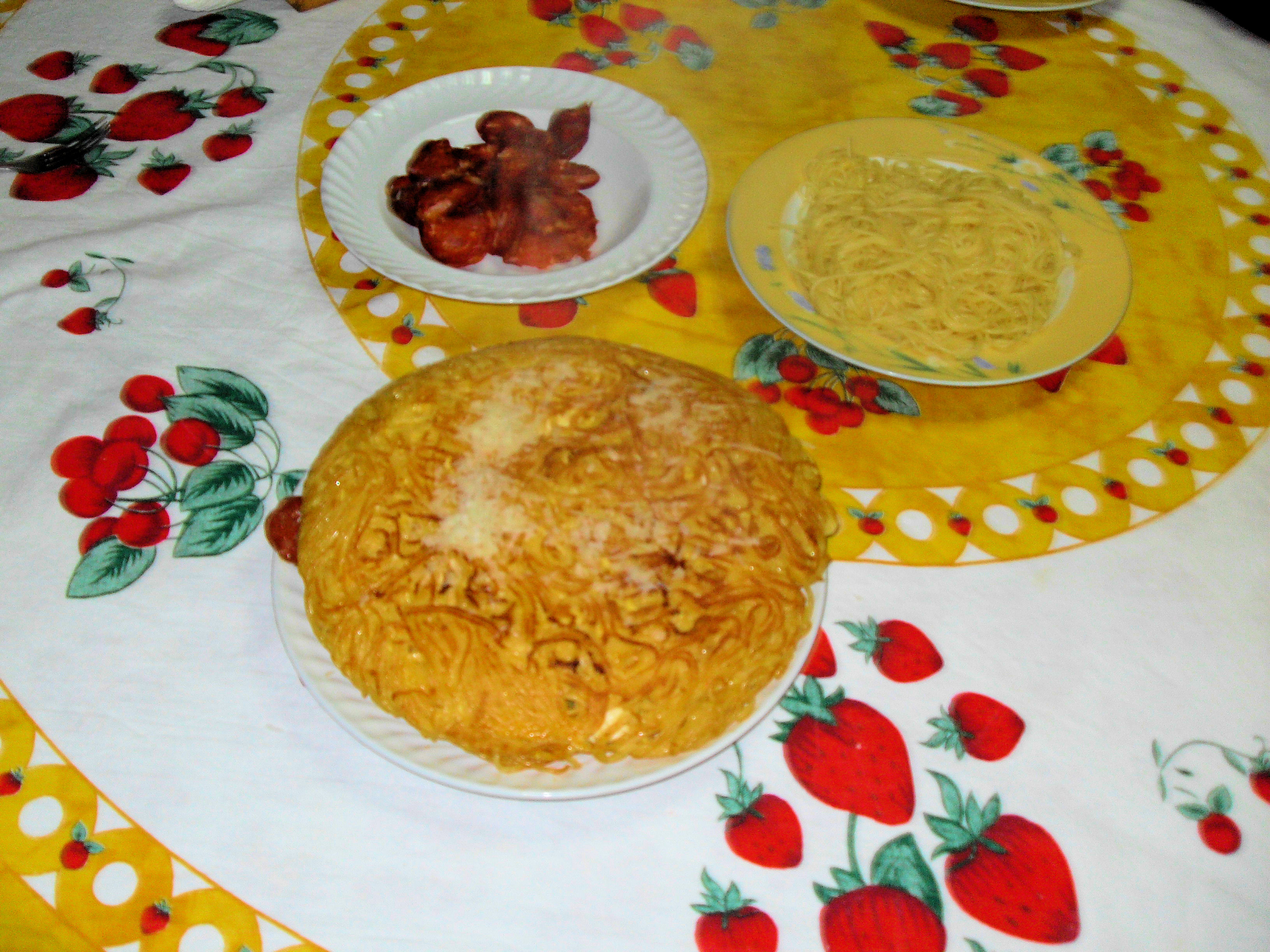
La tipica frittata i Carunevale, piatto del Martedì Grasso

- Minestra e fasuli: erbe dell'orto o aromatiche lessate e fatte soffriggere con fagioli, talvolta anche condite con peperoncino.
- Mulinciane e pummaduari: sono le melanzane sott'olio con l'aggiunta dei pomodori freschi (piatto tipicamente estivo, molto rinfrescante).
- Spezzatinu: è lo spezzatino di maiale con patate a stocchi e condite con sugo di pomodoro, tipico della festa patronale.
- Pitticelle, sono delle paste fritte di farina a forma piatta, talvolta condite con l'aggiunta di fiori di zucca o fettine di zucchine, oppure olive sott'olio.

#### Cucina marinara
- Pasta 'mbiancu e baccalà: è la pasta con il baccalà deliscato, fatta bollire e condita con l'aggiunta di olio d'oliva. Questo piatto è tipico dei tempi liturgici in cui la religione prescrive l'astinenza dalle carni (Avvento, vigilia di Natale, Mercoledì delle Ceneri, Venerdì Santo, vigilia di Pentecoste, vigilia dell'Assunzione)
- Baccalà e patate vullute: è il baccalà bollito nel sugo di pomodoro con patate tagliate a tocchi grossi.
- Alici fritte: sono le alici piccole fatte friggere nell'olio e insaporite con limone (o arancia).
- Alici sutt'uaglio: sono le alici messe sott'olio, si mangiano con una fettina di pane condita con origano e pomodorini a tocchi.
- Alici 'mpipate: sono le alici messe nella salsa di peperoni e peperoncini, anche queste si mangiano con il pane.

#### Dolci
Anche i dolci sono presenti nella cucina tipica camporese.
- Cuzzupa: è un dolce tipico pasquale che può essere semplice o condito, oppure con un uovo di gallina al centro.
- Bucchinotti o Buccunotti: tipici della tradizione calabrese, essi possono essere sia con marmellata d'uva o con cacao e uvetta.
- Pani i castagna: è un dolce simile al castagnaccio, ma di dimensione più piccole e più spesso, è condito con pinoli, uvetta, noci e nocciole.
- Turdilli: fritti, tipici del periodo natalizio hanno la forma di una spirale (o di una treccia) e sono immersi nel miele.

#### Vino
Degni di nota sono i vini locali generalmente rossi (i bianchi sono un'eccezione), sono alla base del pasto camporese, i più pregiati sono il Savuto e il Gallo.

## Società

### Lingue e dialetti

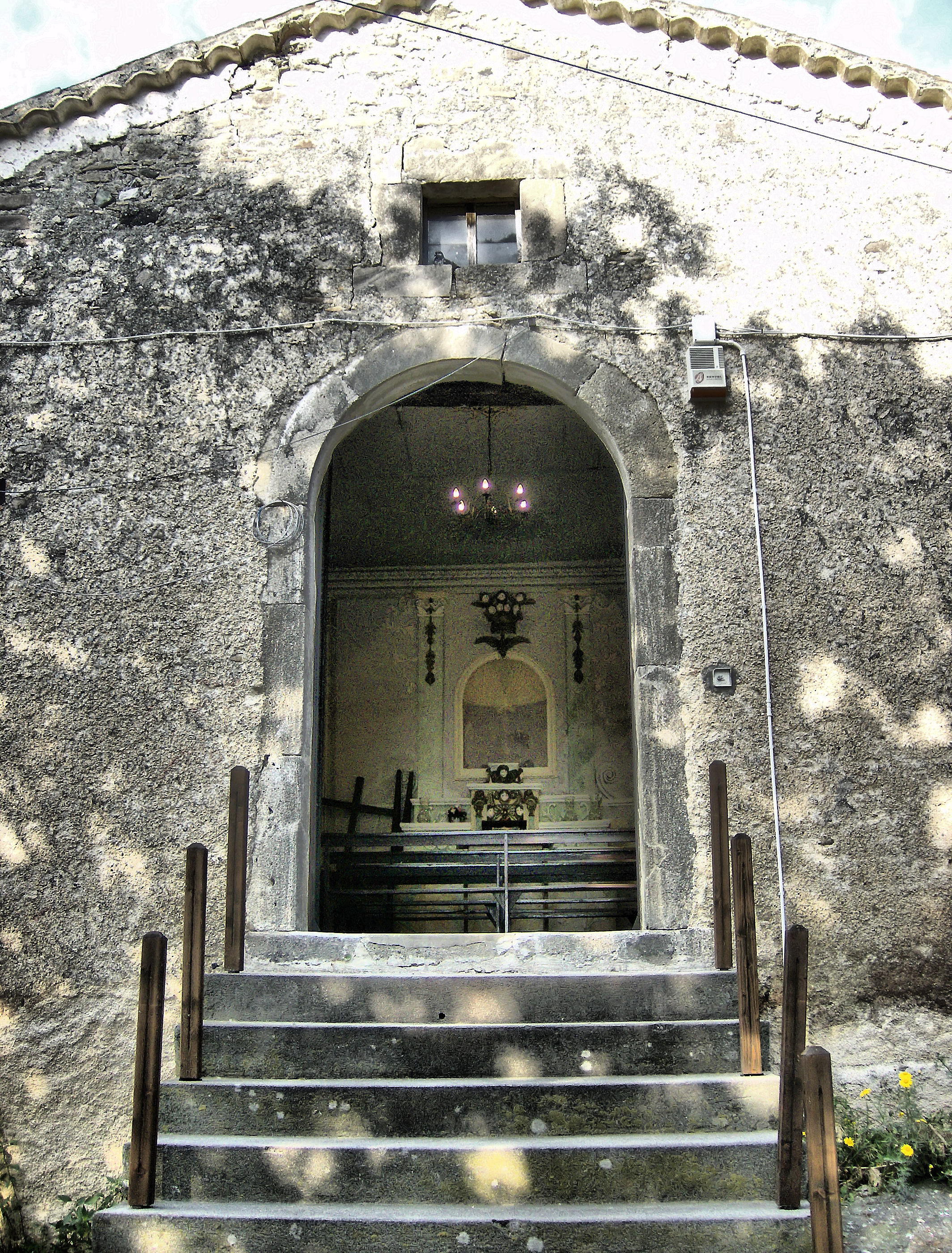
La chiesa di Santa Filomena ad Augurato

Il dialetto locale non è altro che l'incontro tra i vari dialetti calabresi; ha perso l'originalità nel corso degli anni, da quando si sono aggiunti altri vocaboli che gli ex emigranti e gli immigrati hanno portato come contributo linguistico.

### Tradizioni e folclore

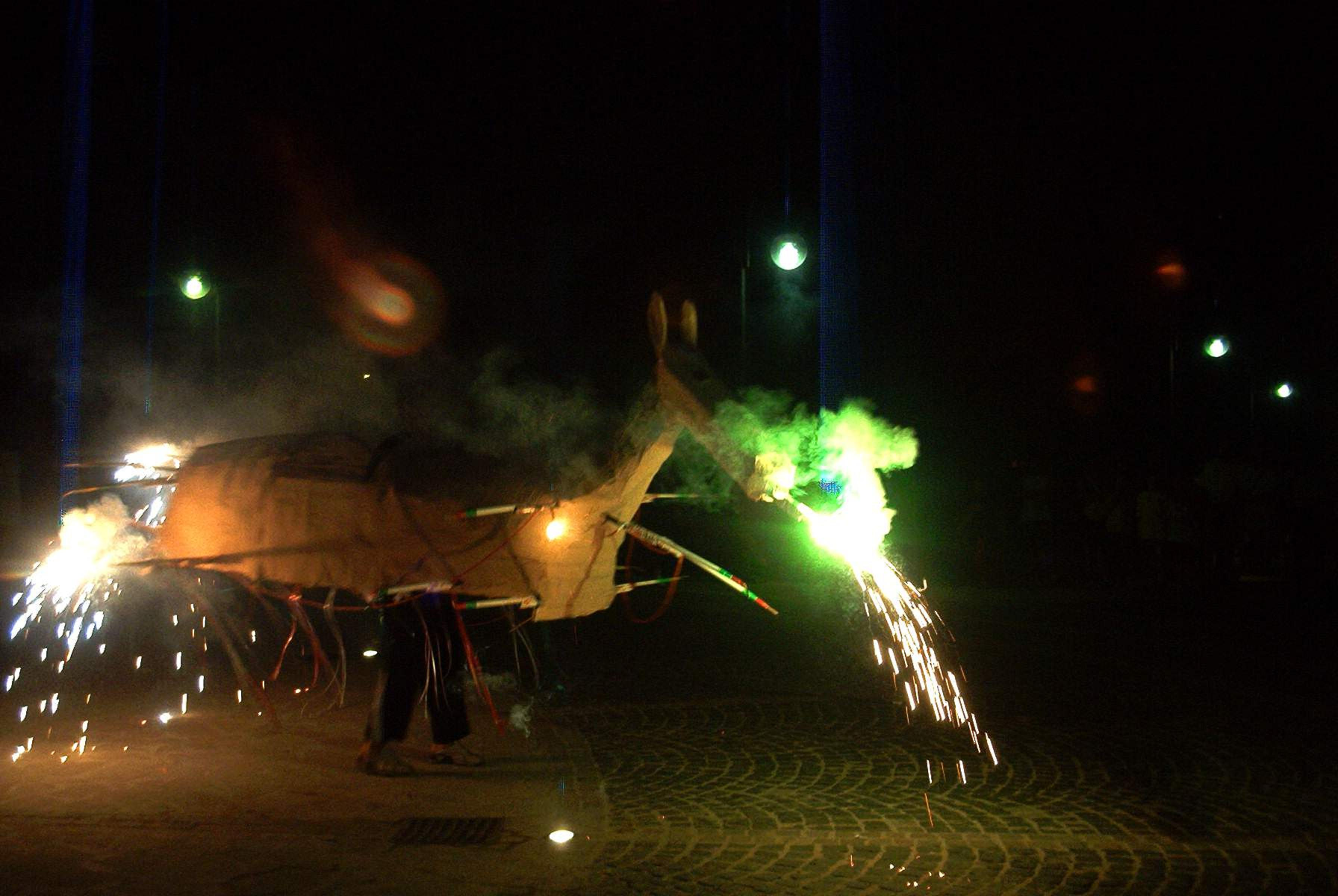
Il ballo de u Ciucciu de San Giuvanni

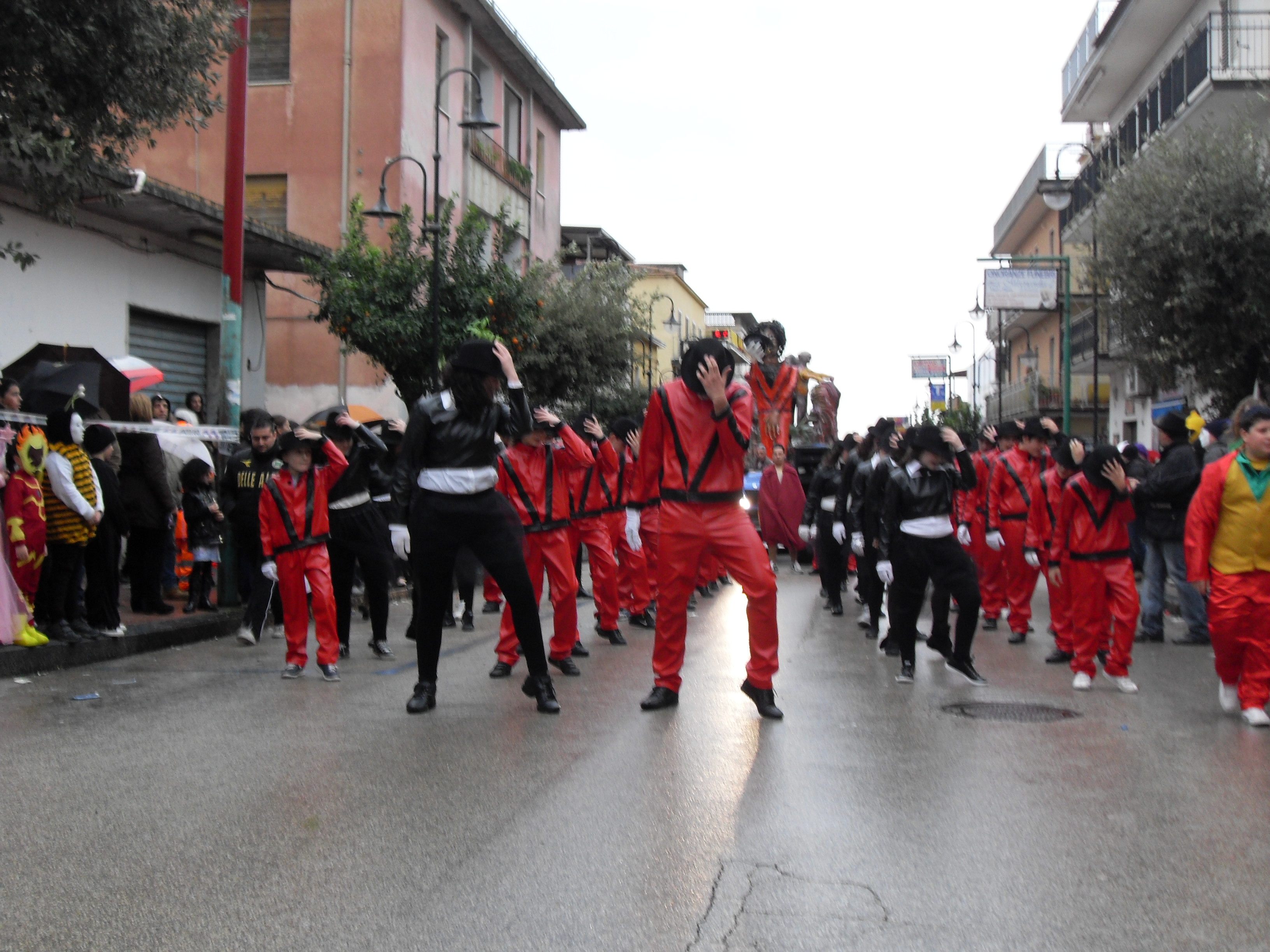
Il tipico carnevale di Campora San Giovanni.

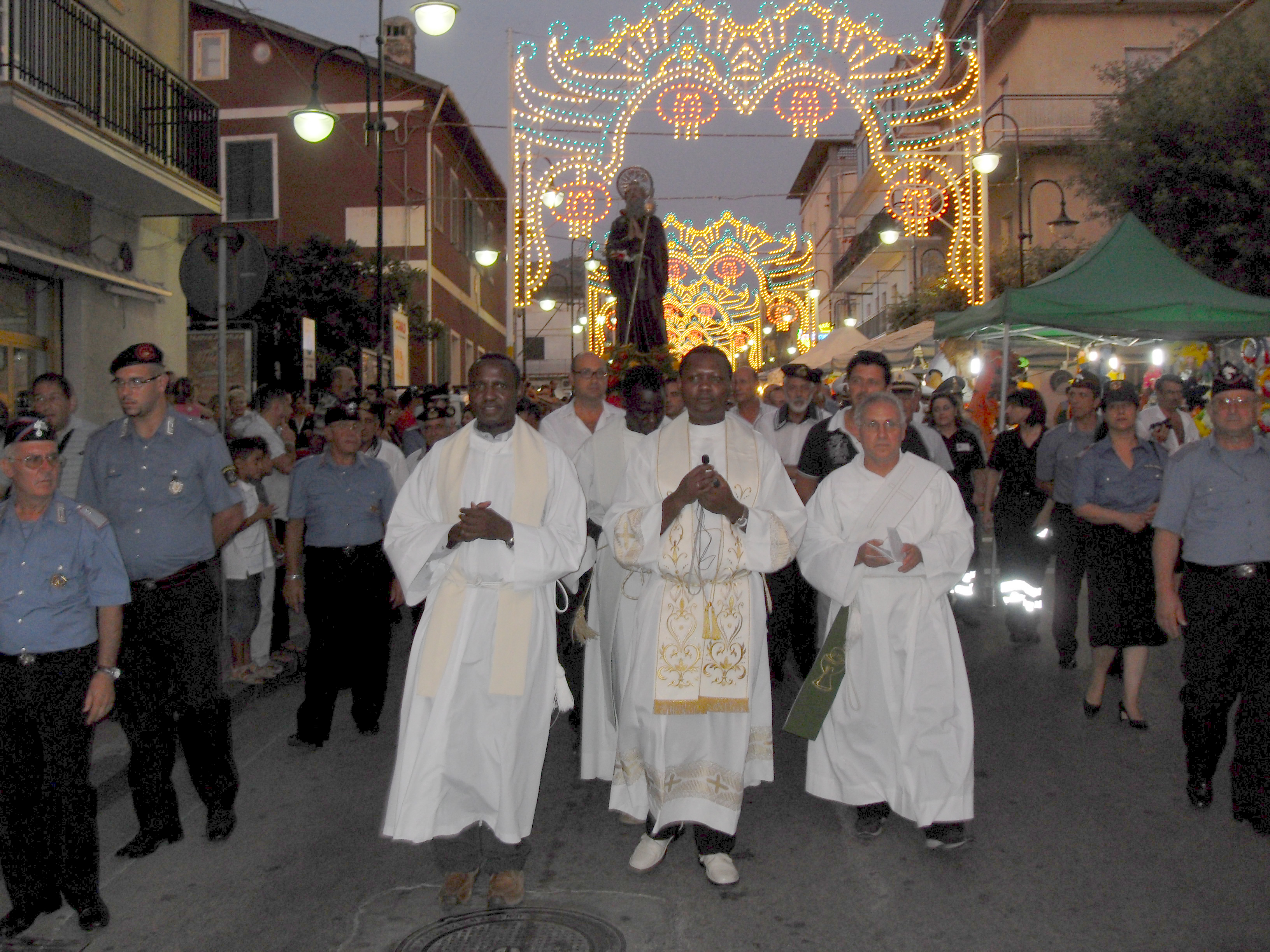
La processione di San Francesco di Paola del 3 settembre 2009.

Come in tutti gli angoli di Calabria, il folklore è presente nella tradizione del territorio, dalle tarantelle nella festa patronale alle feste minori e ai cuntaturi, che sarebbero come bardi che narrano di storie di vita rurale. È tutt'oggi tradizione che i cuntaturi vengano scelti da bambini dagli anziani locali tra i fanciulli più vispi e vivaci: infatti essi devono rappresentare la memoria collettiva per il futuro.
Vi sono nel posto anche delle leggende su persone realmente esistite; queste narrano qualche volta storie di furbizia nascosta in un'indole sempliciotta, o qualche altra di pazzi del paese che erano lo zimbello locale, ma che alla fine dei conti risultavano essere persone su cui fare affidamento quando non c'erano alternative.

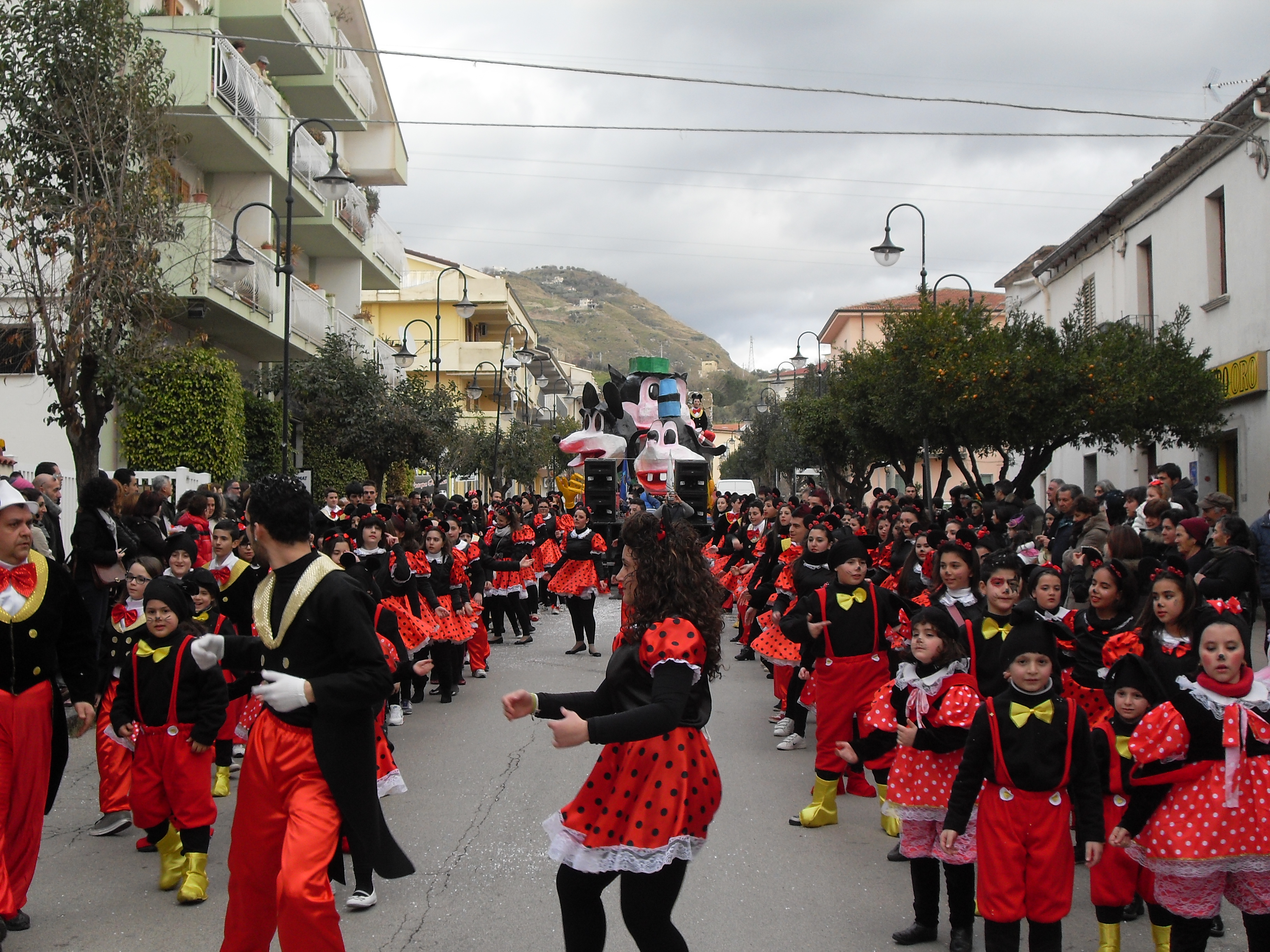
Il tipico carnevale di Campora San Giovanni nell'edizione 2012

Dal 2017 a Campora San Giovanni in un giorno stabilito nei mesi autunnali, si celebra la Festa D'autunno che consiste nell'allestire il corso principale e la piazza con stand enogastronomici che servono pietanze popolari calabresi accompagnati con del buon vino. L'edizione 2020 non si è potuta celebrare a causa della pandemia di COVID-19 del 2020.

## Geografia antropica

### Suddivisioni storiche
Il territorio di Campora San Giovanni è suddiviso nelle seguenti contrade:
- Augurato
- Carratelli
- Cologni
- Cozza
- Cuccuvaglia
- Fravitte
- Gallo (parte meridionale)
- Imbelli
- Marano
- Mirabelli
- Oliva
- Piana Cavallo
- Piana Mauri
- Principessa
- Ribes
- Rubano
- Strìttùrì
- Villanova

## Economia
Le risorse principali sono l'agricoltura e il turismo. Sin dagli anni cinquanta del XX secolo si sviluppa la coltura della cipolla rossa di Tropea, ormai apprezzata su tutto il territorio nazionale, ma con un buon mercato anche all'estero. Negli ultimi vent'anni l'esportazione di questo prodotto, insieme ad altre attività commerciali, ha fornito un significativo impulso all'economia locale. Tali attività sono facilitate dalla felice posizione geografica del paese e dal buon collegamento infrastrutturale.

## Infrastrutture e trasporti
Campora San Giovanni è servita dalla SS 18 e dall'Autostrada A2 del Mediterraneo (a 8 km). In ambito ferroviario, si avvale della stazione di Campora San Giovanni-Serra Ajello.

## Sport
La squadra di calcio presente nella frazione è l'ACD Campora Calcio, fondato nel 1972 e militante attualmente in Promozione Calabria Girone A. Il Campora calcio gioca le sue partite casalinghe al campo sportivo Luciano Gagliardi.